# 芃瑟蓉·柔伊露恩
芃瑟蓉·柔伊露恩（羅馬化：Pornsroung Rouyruen，2001年4月17日—），小名Xiang，為泰國One 31頻道旗下的新生代女演員。

## 個人簡歷

### 早期生活
Xiang於2001年4月17日出生於泰國曼谷，擅長泰國舞、爵士舞和芭蕾舞。畢業於佛统府萨拉萨学校私立中學（Sarasas Witaed Nakhon Pathom School），目前就讀於泰國法政大學的美術與應用藝術學院。

### 演藝經歷
2011年，芃瑟蓉於泰國7台電視劇《殺手法則》客串坦茶諾·蕾納卡（Bebe）的童年時期“Pradoo”出道。
2017年，芃瑟蓉在《母親的復仇》飾演“Mathukorn”一角而為人熟知。此外，芃瑟蓉還參與了舞台劇、情境喜劇、配音等多種工作。

## 影視作品

### 電視劇
| 首播年份 | 戲名                     | 戲名   | 播放平台    | 角色                            | 備註                    |
| 首播年份 | 譯名                     | 原文名 | 播放平台    | 角色                            | 備註                    |
| 2011年   | 《殺手法則》             |        | Channel 7   | Pradoo                          | 特別出演                |
| 2013年   | 《秋意在心中：愛是永恆》 |        | True4U      | Pitcha                          | 配角 （青少年時期）     |
| 2013年   | 《繁星滿天》             |        | Ch3Thailand | Noo Da                          | 配角                    |
| 2013年   | 《迷屋》                 |        | Channel 7   | Kalong                          | 特別出演 （青少年時期） |
| 2013年   | 《紅塵依莎》             |        | Channel 5   | Joi                             | 特別出演 （青少年時期） |
| 2014年   | 《為愛爭奪》             |        | Thai Ch8    | Saifon                          | 特別出演 （青少年時期） |
| 2015年   | 《最恨最愛》             |        | Ch3Thailand | Mayuree Thawiwatthana （Yuree） | 配角 （青少年時期）     |
| 2015年   | 《勇士》                 |        | Ch3Thailand | Hun                             | 特別出演 （青少年時期） |
| 2015年   | 《Mong Kut Ritsaya》     |        | Thai Ch8    | Chompoo                         | 特別出演 （青少年時期） |
| 2017年   | 《母親的復仇2017》       |        | One 31      | Mathukorn （Peung）             | 配角                    |
| 2018年   | 《親愛的英雄之魅力天鵝》 |        | Ch3Thailand | Waenploy （Ploy）               | 特別出演 （青少年時期） |
| 2019年   | 《億愛小姐》             |        | One 31      | Wanjai                          | 主演                    |
| 2020年   | 《草皇冠上的花朵》       |        | One 31      | Praew                           | 主演                    |
| 2020年   | 《草皇冠上的花朵》       | Natcha | One 31      |                                 | 主演                    |
| 2021年   | 《紅月之夜2021》         |        | One 31      | Kahlong                         | 配角                    |
| 2023年   | 《黃金糯米》             |        | One 31      | Ploy                            | 主演                    |
| 2023年   | 《愛的轉變》             |        | One 31      | Tanyong （Yong）                | 配角                    |
| 2024年   | 《戲歌情仇》             |        | One 31      | Janphen                         | 主演                    |
| 2024年   | 《世紀之愛》             |        | One 31      | Aju                             | 配角                    |

### 網路劇
| 首播年份 | 戲名         | 戲名   | 播放平台 | 角色    | 備註 |
| 首播年份 | 譯名         | 原文名 | 播放平台 | 角色    | 備註 |
| 2023年   | 《隨叫隨到》 |        | trueID   | Taembun | 配角 |

### 電影
| 上映年份 | 電影名稱           | 電影名稱 | 角色          | 備註 |
| 上映年份 | 譯名               | 原文名   | 角色          | 備註 |
| 2012年   | 《致命倒計時》     |          | [Girl spirit] | 配角 |
| 2022年   | 《Anne的多重恐懼》 |          | Anne          | 配角 |

## 外部連結
- 芃瑟蓉·柔伊露恩於One 31的簡介 （页面存档备份，存于）（泰文）
- 芃瑟蓉·柔伊露恩的Instagram帳戶（泰文）
- 芃瑟蓉·柔伊露恩的Facebook專頁（泰文）
- 芃瑟蓉·柔伊露恩的官方YouTube頻道 （页面存档备份，存于）（泰文）